# Албена Михова
Албена Михова е българска актриса.

## Биография
Албена Михова е родена на 18 април 1975 г. във Варна в актьорското семейство на Яким и Нели Михови. Губи майка си на 14-годишна възраст и ѝ се налага да пее в заведения, за да изкарва прехраната си.
Обучава се две години в школата към драматичен театър „Стоян Бъчваров“ в родния си град.
През 1998 г. завършва НАТФИЗ със специалност „актьорско майсторство за куклен театър“ в класа на професор Николина Георгиева и асистент Живка Донева. Още като студентка е избрана за член на екипа на „Хъшове“, с който играе четири години. След това играе две години в „Шоуто на Слави“.
По-късно се включва към трупата на Малък градски театър „Зад канала“, но същевременно играе и в други театри. Освен в театрални постановки, тя играе и в комедийни телевизионни предавания, като по-късно участва в „Като две капки вода“, „Dancing Stars“ и „Маскираният певец“ (под маската на Лъвът).

## Филмография
- Ганьо Балкански се завърна от Европа (4-сер. тв, 2004) дамата в парка (в 1-ва серия: I)
- Полицаите от края на града (2018) – Маргарита Желева – Марги

## Роли в дублажа
| Актьор         | Филми/Сериали | Роля           |
| -------------- | --- | -------------- |
| Бет Мидлър     | Семейство Адамс Семейство Адамс 2                                                                                    | Баба Адамс     |
| Джейсън Дейвис | Голямото междучасие Ваканцията: Строго забранена                                                                     | Майки Блъмбърг |
| Фран Дрешър    | Хотел Трансилвания Хотел Трансилвания 2 Хотел Трансилвания 3: Чудовищна ваканция Хотел Трансилвания 4: Трансформания | Юнис           |

### Сериали
- „101 далматинци“ – Лъки, 1998
- „Принцеса Бътърфлай в битка със силите на злото“
- „Хана Монтана“ – Други гласове, 2009
- „Чаудър“ – Трюфла, 2009

### Филми
- „Angry Birds: Филмът“ – Шърли, 2016
- „Аз, проклетникът 2“ – Шанън, 2013
- „Аз, проклетникът 3“ – Валери Да Винчи, 2017
- „Барток Великолепни“ – Баба Яга, 1999
- „Бъгнатият Рон“, 2021
- „Емоджи: Филмът“, 2017
- „Ледена епоха 4: Континентален дрейф“ – Други гласове, 2012
- „Лошите момчета“ – Полицай Лъджинс (кредитирана като Началник), 2022

## Личен живот
Михова има син – Мартин Желанков, който също е актьор.